# Nova (řeka)
Nova je řeka v Litvě, v Suvalkiji, v okrese Šakiai (kromě pramene a malého úseku v horním toku). Pramení v rašeliništi Novaraisčio durpynas, 8 km na jihozápad od městysu Lekėčiai, z jezírka po vytěžené rašelině. Samo jezírko je na území kaunaského okresu. Dále řeka teče několik km na území okresu Kazlų Rūda směrem jihozápadním, ale většina toku je na území okresu Šakiai. Po soutoku s řekou Tamošupis se stáčí směrem západním a na území města Panoviai se na hranici s Kaliningradskou oblastí Ruska vlévá do řeky Šešupė jako její pravý přítok. V období sucha někdy vysychá, za tuhých mrazů zamrzá až ke dnu. U vsi Rūgiai jsou zbytky (rozvaliny) zaniklé přehrady.
Podle řeky Nova vznikl název Zanavykai, převzatý ze slovanského za Novoj to jest (lidí, žijících) Za Novou pro jihozápadní Aukštaitijce. Někdy je bezúspěšně navrhováno používat puristicky litevský termín Užnoviečiai.

## Přítoky

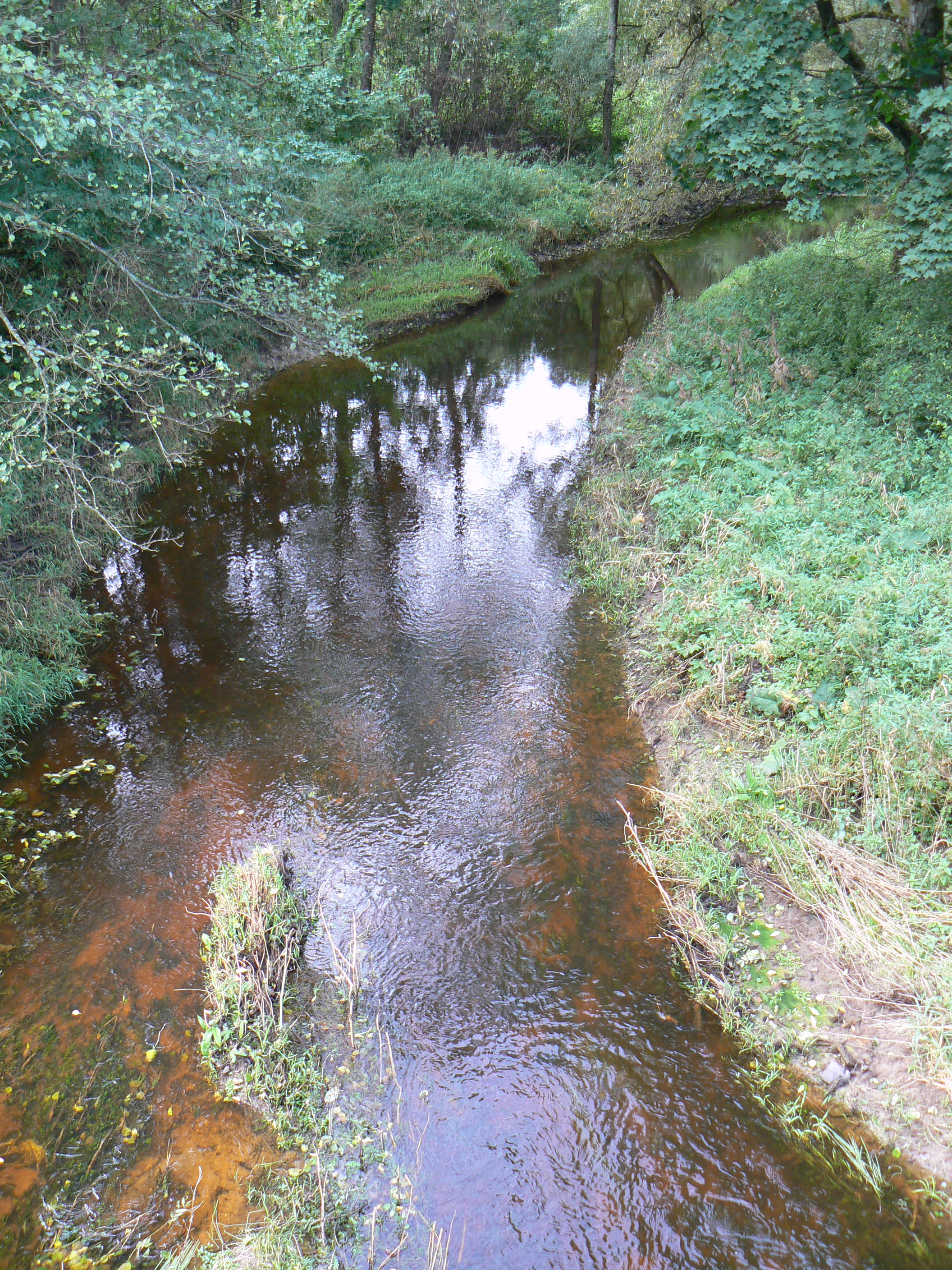
Nova u vsi Kutai (po proudu) z mostu silnice č. 138

- Levé:

| Hydrologické pořadí | Řeka        | Délka (km) | Povodí (km²) | Vzdálenost od ústí (km) | Ústí kde                | Koordináty ústí |
| ------------------- | ----------- | ---------- | ------------ | ----------------------- | ----------------------- | --------------- |
| 15010661            | Poškupis    | 3,4        | 5,4          | 67,7                    |                         |                 |
|                     | Vinkšnupys  |            |              | 60,0                    |                         |                 |
| 15010664            | Šilupė      | 13,2       | 29,7         | 54,7                    | Pašilupiai              |                 |
| 15010668            | N – 3       | 4,7        | 4,9          | 49,8                    |                         |                 |
| 15010669            | Ežerėlis    | 5,3        | 6,1          | 49,1                    |                         |                 |
| 15010671            | Tamošupis   | 7,0        | 14,2         | 47,9                    | Patašinė                |                 |
| 15010672            | Sparvinupis | 2,7        | 1,8          | 45,4                    | Patašinė                |                 |
| 15010676            | Akmenupis   | 2,6        | 1,7          | 31,6                    |                         |                 |
| 15010677            | N – 1       | 3,1        | 3,4          | 28,9                    |                         |                 |
| 15010679            | Nopaitys    | 21,1       | 60,6         | 8,9                     | Gustainiškiai, Bukšniai |                 |

- Pravé:

| Hydrologické pořadí | Řeka        | Délka (km) | Povodí (km²) | Vzdálenost od ústí (km) | Ústí kde   | Koordináty ústí |
| ------------------- | ----------- | ---------- | ------------ | ----------------------- | ---------- | --------------- |
| 15010662            | Karčiupis   | 4,1        | 7,2          | 62,6                    |            |                 |
| 15010663            | N – 2       | 6,6        | 8,2          | 62,2                    |            |                 |
|                     | Burliokupis |            |              |                         | Viliūšiai  |                 |
|                     | Beržupis    |            |              |                         |            |                 |
| 15010665            | Šedvyga     | 7,4        | 19,1         | 51,9                    | Šedvygai   |                 |
| 15010673            | Alksnupis   | 6,8        | &8,0         | 41,1                    |            |                 |
| 15010674            | Akmenupis   | 4,1        | 3,1          | 35,1                    | Rogupiai   |                 |
| 15010675            | Rogupis     | 5,9        | 11,8         | 34,9                    | Rogupiai   |                 |
| 15010678            | Mockupis    | 3,2        | 1,8          | 22,4                    |            |                 |
| 15010684            | Penta       | 31,1       | 112,7        | 5,5                     | Kaupiškiai |                 |